# Рехіар
Рехіар або Рекіарій (* бл. 426 — 456) — король свевів у Галеції та Лузітанії у 448—456 роках. Його амбіції призвели до тимчасового занепаду держави.

## Біографія
Походив з династії Ґермеріка. Син короля Рехіли. Після смерті батька у 448 році успадкував владу. Серед частини знаті виникла змова з метою перешкодити Рехіарі зійти на трон, проте марно. Можливо приводом цьому було те, що Рехіар майже єдиний зі свевської знаті прийняв ортодоксально-нікейське християнство.
Новий король у 448 або 449 році уклав мирний договір з Вестготським королівством, який було підтверджено шлюбом короля свевів на доньці Теодоріка I, короля вестготів. Потім Рехіар, за підтримки свого тестя спустошив околиці Сарагоси і військовою хитрістю захопив Ілерду (сучасна Леріда). Ймовірно, що в цьому він діяв у згоді з римлянами, оскільки долина Ебро була захоплена повстанцями-багаудами. У 449—451 роках війська свевів сплюндрували значну частину Васконії.
Рехіар став першим королем з варварських держав, що став карбувати власну монету. За зразок він узяв римську монету — силікву. Водночас на всій території свого королівства ліквідував римську адміністрацію, наказав не дотримуватися норм римського права.
Зрештою Рехіар вимушений був відмовитися від захоплення Тарроконської Іспанії. Втім він зберіг під владою Галецію, Лузітанію, Бетіку та частину Карфагенської Іспанії. У 455 році, скориставшись вбивством імператора Валентиніана III, та сподіваючись на родинні стосунки з Теодоріком II, королем вестготів, Рехіар здійснив нову спробу підкорити увесь Піренейський півострів.
Численні римські посольства, що скаржилися Рехіару на вторгнення свевів на римську територію, не знаходили ніякого відгуку, хоча їх підтримували вестготи. Рехіар зарозуміло відповів посланцям Теодоріка II, що в подальших скаргах він, Рехіар, побачить лише привід самому з'явитися в Тулузу, тобто захопити столицю королівства вестготів. Проте свеви на деякий час відступили з Тарраконської Іспанії й з деяких районів Карфагенської Іспанії.
Але війна між Рехіаром і вестготами та бургундами, союзниками Західної Римської імперії, розпочалася у 456 році. Цьому сприяла дипломатична діяльність нового імператора Авіта. У битві при Кампус Парамус (між Асторгою та Леоном), що сталася 5 жовтня 456 року, Рехіар зазнав нищівної поразки. Король свевів був поранений і втік до Портукале, де сів на корабель, але, відкинутий назад бурею, потрапив у полон до вестготів. У грудні 456 року його за наказом Теодоріка II було страчено.
У результаті цієї поразки королівство свевів розпалося на дві частини: в одній правив Агіульф (васал вестготів), в другій — Фрамта.